# Aggregation (kemi)
Aggregation eller agglomerering är en process där partiklar i ett kolloidalt system klumpar ihop sig och bildar en ny partikel. Systemets totala yta minskar. Reversibel aggregering kallas flockulering, flockbildning eller utflockning. Flockulerade partiklar är bundna med så liten energi, att de lätt kan separeras igen. Irreversibel aggregering kallas koagulation. Koagulerade partiklar är starkare bundna till varandra. Energin som krävs för att spjälka dem är så stor att sönderdelning endast sker vid extrema betingelser. Koagulation sker till exempel:
- när mjölk löpnar vid kokning
- i samband med osttillverkning i närvaro av enzymet löpe
- när blod stelnar i en sårskada, se blodkoagulering
- när ett ägg steks eller kokas.

DLVO-teorin beskriver summorna av de krafter som partiklar i en lösning påverkar varandra med. I modellen så motsvara koagulering ett primärt, djupt energiminimum nära partikelytan medan flockulerade partiklar är bundna via ett mindre, sekundärt energiminimum längre från partikelytan.